# Хауэлл, Дара
Дара Хауэлл (англ. Dara Howell; род. 23 августа 1994) — канадская фристайлистка. Чемпион зимних Олимпийских игр 2014 года в Сочи.

## Спортивная карьера
Родилась 23 августа 1994 года.
Занимается лыжами с двух лет.
Начала карьеру с 2010 года в клубе Muskoka Ski Club.